# Sandy Creek (Nowy Jork)
Sandy Creek – miasto w Stanach Zjednoczonych, w stanie Nowy Jork, w hrabstwie Oswego.